# Провулок Любомира Бордуна
Провулок Любомира Бордуна — провулок в Голосіївському районі міста Києва, місцевість Голосіїв. Пролягає між вулицями Васильківською та Юлії Здановської.

## Історія
Виник у середині ХХ століття і зв'язку із забудовою місцевості. Оточений медичними та науковими установами, втім до провулку не відноситься жодна з будівель.
12 грудня 2024 року Київська міська рада присвоїла ім'я українського військового Любомира Бордуна. До того провулок був безіменним, втім частно на картах був позначений як «Смольний провулок».